# Cornus eydeana
Cornus eydeana là một loài thực vật có hoa trong họ Cornaceae. Loài này được Q.Y.Xiang & Y.M.Shui mô tả khoa học đầu tiên năm 2003.